# نقابة المحامين (الجزائر)
نقابة المحامين في ولاية الجزائر أحد أقدم النقابات المهنية العاصمية، وارتبط تطورها بتطور مهنة المحاماة.

## التأسيس
أنشأت نقابة المحامين عام 1848م خلال الاحتلال الفرنسي للجزائر. وظلت هذه النقابة المهنية العاصمية في نمو حتى احتلت آنذاك المرتبة الثانية بعد نقابة المحامين في باريس.
ومع ذلك فإن الجزائريين كانت لديهم فرص محدودة لممارسة هذه المهنة بما في ذلك داخل البلاد. ذلك أن إدارة الاحتلال الفرنسي كانت قد حددت مجموعة من الأدوات القانونية لإقصاء الجزائريين تحت مبرر سوء تدريبهم لتخرجهم من المدارس الدينية أو بسبب خدمة الاستيطان.

## ثورة التحرير الجزائرية
شاركت المجموعة الشهيرة من المحامين لجبهة التحرير الوطني بنشاط في التحرير الوطني، ليس فقط لأنها تدافع عن المعتقلين والمحكوم عليهم بالإعدام، ولكن أيضا لأن المحامي تحول إلى قاض للنظام وأمر الاستعمار الذي أدين أمام المحاكم.
بالإضافة إلى وظيفتهم كمحامين، كانت الفساتين السوداء وكيلا فعالا للاتصال بين جبهة التحرير الوطني والحكومة المؤقتة للجمهورية الجزائرية.
كانت مجموعة محامي جبهة التحرير الوطني تتكون من 635 عضوا، تم إنشاؤها من قبل اثني عشر منهم، والأكثر شهرة هم:
- عبد الصمد بن عبد الله،
- بن دمريد،
- غاوتي بن مالحة،
- عمار بن تومي،
- علي بومنجل،
- أحمد بومنجل،
- أرزقي بوزيدة،
- علي هارون،
- مراد أوصديق،
- محمود زرتال،
- خالد ساتور،
- مبروك بلحسين،
- حاج حمو،
- محمد الصديق بن يحيى،
- أبو بكر بلقايد،
- عبد الرحمان كيوان،
- بولبينة.

كما أن مجموعة محامي جبهة التحرير الوطني عرفت أيضا حشدا من المحامين الذين لم يكونوا جزائريين:
- جيزيل حليمي،
- ميشيل بوفيار،
- بول بوعزيز،
- ألبرت سماجا،
- جاك فيرجيس.

وقد كان سبعة منهم دفعوا حياتهم ثمنا لالتزامهم بتحرير البلاد:
- علي بومنجل،
- بيير بوبي،
- بيير غاريغيس،
- ثوفني،
- أمقران ولد عودية،
- آيت الحسين.

وقد تم شطب عدد كبير من المحامين من نقابة المحامين بسبب أنشطتهم القومية.

## بعد الاستقلال الوطني
بعد يوم واحد من الاستقلال الجزائري في عام 1962م، التحق جميع المحامين تلقائيابمجلس نقابة المحامين بالجزائر العاصمة.
فبعضهم شارك في نشاط بناء مؤسسات جزائرية جديدة للعدالة.
وبالنظر إلى حجم طلب الدفاع، تمت الموافقة على دعاة العدالة على الرغم من افتقارها للتدريب من أجل مساعدة المتقاضين أمام المحكمة.

## تنظيم النقابة
نقابة المحامين العاصمية هي إحدى المنظمات المهنية النادرة التي تمكنت من الحفاظ على وجودها واستقلالها بعد 1962م من خلال عدم التحول إلى منظمة جماهيرية أو اتحاد مهني يعمل تحت وصاية الحزب الواحد.
وكمنظمة للمجتمع المدني، فقد لعب المحامون العاصميون دورا نشطا في عملية التحول الديمقراطي بالدفاع عن الحريات المدنية وحقوق الإنسان؛ وكثير منهم كانوا من الأعضاء المؤسسين من لجان ورابطات ومنظمات مختلفة لحقوق الإنسان التي أنشئت في الجزائر.
وتكريما للمكافحة التي قدمها هؤلاء المحامون، تم اختيار يوم 23 مارس من كل عام يوما وطنيا للفساتين السوداء لجبهة التحرير الوطني، وهو اليوم المصادف ليوم اغتيال المحامي علي بومنجل في 23 مارس 1957م.

## العضوية
شروط العضوية في نقابة المحامين العاصمية منها الجنسية الجزائرية ويمنح المقيمين الحاصلين على جنسية الدول :فلسطين،سورية، العراق العضوية في النقابة مع حق الترافع، مع إمكانية الاتفاق مع دول أخرى للترافع دون منح العضوية.
ويُشترط حسن السير والسلوك لدى المحامي وعدم سبق الحكم عليه بحكم مخل للشرف، وحسن السمعة والسيرة.
تشرف حاليا نقابة المحامين لناحية الجزائر على أكثر من 4000 محام، وتعد أقوى منظمة حقوقية جزائرية.
كما يشرف على أعمال المنظمة مجلس المنظمة المكون من 31 عضوا يتم انتخابهم لمدة 03 سنوات من قبل الجمعية العمومية الانتخابية.
توكل إلى المجلس مهمة تسيير الشؤون اليومية للمحامين، وتنظيم دورات تكوينية، والمتابعة المستمرة للمستوى العام للمحامين المنضويين تحت لوائه.
منظمة المحامين لناحية الجزائر عضو بالاتحاد الوطني لمنظمات المحامين الجزائريين، وهي عضو أيضا في اتحاد نقابات المحامين العرب، والاتحاد الدولي لمنظمات المحامين.

## أماكن المرافعات
يقوم المحامون المنضوون تحت جناح نقابة العاصمة بإجراء مرافعاتهم القضائية في العديد من المنشآت والمحاكم الابتدائية[24]:
1. مجلس قضاء الجزائر
2. محكمة الدار البيضاء
3. محكمة حسين داي.
4. محكمة بئر مراد رايس.
5. محكمة سيدي أمحمد.
6. محكمة باب الوادي.
7. محكمة الحراش.

## نقباء المحامين في الجزائر العاصمة
- 1963م - 1971م : قدور ساطور[2] · [3]
- 1971م - 1978م : عمار بن تومي[4]
- 1998م - 2002م : إيدير عباش[5]
- 2002م - 2009م : ميلود براهيمي[6]
- 2009م - 2016م : عبد المجيد سيليني[7]